# Alkoholreklam
Alkoholreklam är reklam för alkoholdrycker. Tillsammans med tobaksreklam är det den mest reglerade formen av marknadsföring.
Studier har visat att alkoholreklam där alkoholen förknippas med roligheter, avslappning, humor, vänskap och "att vara cool" påverkar människors konsumtion. Det man sett är att antalet ungdomar i puberteten som börjar dricka ökar, och de som har ett etablerat drickande ökar sin konsumtion.

## Marknadsföringsmål
Många kampanjer har försökt att öka konsumtionen, märkesmedvenheten och lojaliteten för produkten.

### Målgrupper
Målgrupperna som reklamen har riktats mot har förändrats genom tiden sett ur demografisk vinkel. En del drycker anses vara typiskt manliga som öl och lager och andra kvinnliga. Vissa alkoholdrycker har utvecklats för målgrupper som inte vanligtvis skulle dricka den typen av drycker.
Ett område som alkoholindustrin har fått kritik för är alkoläsken. Den söta smaken och de klara färgerna har gjort den populär hos ungdomar.

## Sverige
I Sverige har alkoholreklam varit förbjuden från början av 1970-talet till 2003, dock med kryphålet att man fått göra reklam för lättöl och alkoholfritt öl. Sådan reklam har givit marknadsföring också åt folköl och starköl som har de stora försäljningsvolymerna i Sverige.
Från omkring 2005 har en EU-regel som tillåter all alkoholreklam börjat tillämpas. En svensk lag infördes som resultat av den, vilket tillät alkoholreklam. I allmänna tidningar får bara produkter med mindre än 15 % annonseras. Annonsen får bara innehålla förpackning, varumärke, råvaror eller liknande, men inte annat som till exempel glada människor. Alkoholreklam får inte finnas i radio och TV. En varningstext om alkoholens skadeverkningar ska finnas. Lättöl och alkoholfritt öl kan fortfarande marknadsföras utan dessa regler och därmed till exempel i TV.

## USA
I USA får man bara visa alkoholreklam i media om 70% av mottagarna är över 21 år som är åldersgränsen för att inta alkohol i landet. 

### Fotnoter
1. ↑  UK: Evidence impact alcohol ads Arkiverad 23 augusti 2014 hämtat från the Wayback Machine.
2. ↑  Alfredsson, Björn; Berndt, Roland; Harlén, Hans. Stockholm Under 50 år - 100 stationer. Brombergs. sid. 198. ISBN 91-7608-832-4
3. ↑  ”Alkoholreklam i EU”. Arkiverad från originalet den 25 september 2016. https://web.archive.org/web/20160925222613/http://iogt.se/kampanjer/slack-ner/alkoholreklam-i-eu/. Läst 11 september 2016.
4. ↑  Därför finns varningstexter i alkoholreklam
5. ↑  Alkohollag (2010:1622) Arkiverad 13 april 2014 hämtat från the Wayback Machine. se 7.Kap